# Dipsas chaparensis
Dipsas chaparensis este o specie de șerpi din genul Dipsas, familia Colubridae, descrisă de Gilbert Westacott Reynolds și Michael Foster în anul 1992. A fost clasificată de IUCN ca specie cu risc scăzut.
Este endemică în Bolivia. Conform Catalogue of Life specia Dipsas chaparensis nu are subspecii cunoscute.